# Tradescantia fluminensis
Tradescantia fluminensis conocida como amor de hombre y oreja de gato es una especie de planta del género Tradescantia. Se la conoce por el nombre común "amor de hombre", que comparte con T. zebrina  y T. pallida.

## Distribución natural e introducciones artificiales
Es nativa de América del Sur, donde es ampliamente utilizada como planta de interior y exterior. En Australia, Tradescantia es una molesta maleza en áreas arbustivas y muy colonizadora de áreas de baja luz.  Forma densas matas bajo los bosques, impidiendo la renovación de las especies autóctonas. Si queda intocada, puede liderar la destrucción de bosques nativos. Tradescantia fluminensis es un serio problema en Florida. Aunque el clima no promueve a Tradescantia a fructificar, se ve dispersada rápidamente por otros animales, humanos, y movimientos de suelo.  Los tallos suculentos fácilmente se quiebran en los nudos y forman raíces donde encuentren suelo húmedo. Mientras Tradescantia responda a herbicidas y otras medidas de control de malezas, hay pedazos de tallo hábiles en regenerar la planta, especialmente en suelos sueltos donde los tallos pueden estar bajo la superficie.

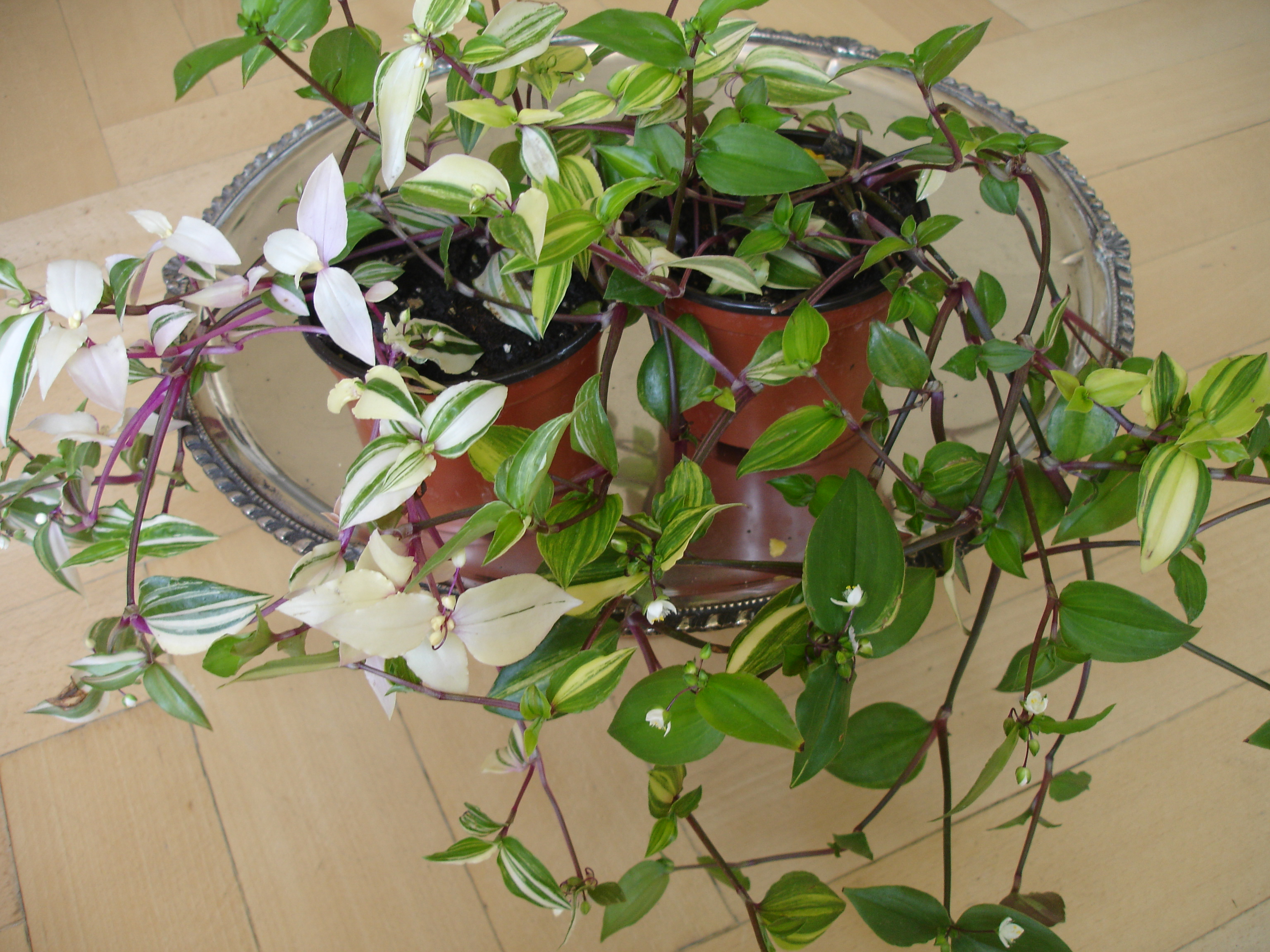
Cultivares de Tradescantia fluminensis

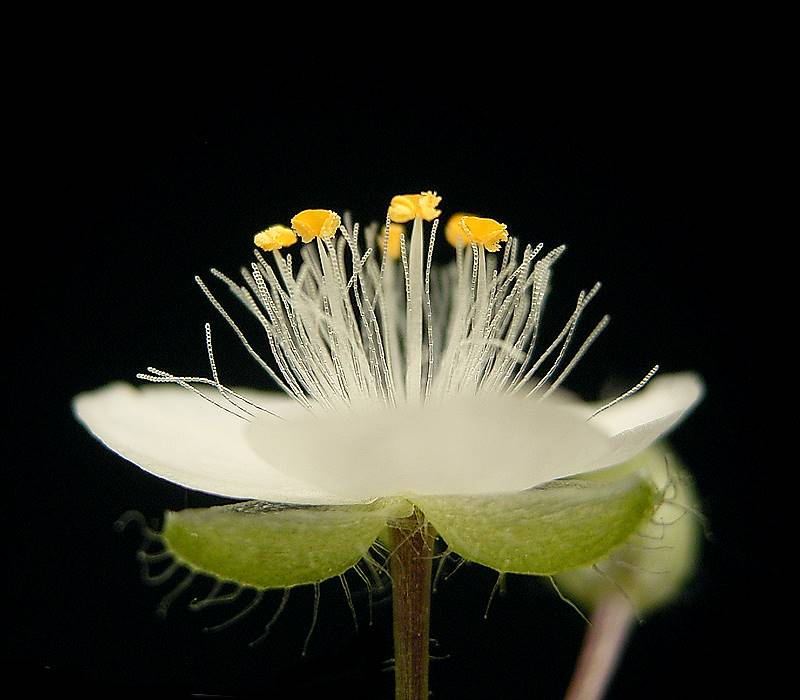
Detalle de la flor

Como se requieren aplicaciones regulares y repetidas de herbicidas, eso significa un efecto negativo en las plantas de especie vecinas. El aclareo manual no es necesariamente demasiado pesado, ya que se puede erradicar en tres meses con sistemáticos arranques de la maleza. Es imprescindible regulares monitoreos de invasión de áreas vecinas.
Debido a su potencial colonizador y constituir una amenaza grave para las especies autóctonas, los hábitats o los ecosistemas, esta especie ha sido incluida en el Catálogo Español de Especies Exóticas Invasoras, regulado por el Real Decreto 630/2013, de 2 de agosto, estando prohibida en España su introducción en el medio natural, posesión, transporte, tráfico y comercio.
También es una maleza en Nueva Zelanda.

## Taxonomía
Tradescantia fluminensis fue descrito por José Mariano da Conceição Vellozo  y publicado en Florae Fluminensis 3: 140, pl. 152. 1825
Etimología
Tradescantia: nombre genérico que Carlos Linneo dedicó en honor de John Tradescant Jr. (1608-1662), naturalista y viajero, quien introdujo en el Reino Unido numerosas especies de plantas americanas recolectadas en las tres expediciones que realizó a Virginia (Estados Unidos).
fluminensis: epíteto que significa "de Flumen Januarii que es el nombre en latin de la ciudad de Rio de Janeiro".
Sinónimos
- Tradescantia albiflora Kunth
- Tradescantia decora W.Bull.
- Tradescantia fluminensis var. pubescens C.B.Clarke
- Tradescantia fluminensis var. tenella (Kunth) C.B.Clarke
- Tradescantia fluminensis forma tenella (Kunth) Voss
- Tradescantia laekenensis L.H.Bailey & E.Z.Bailey
- Tradescantia mundula Kunth
- Tradescantia mundula var. scabrida Seub.
- Tradescantia tenella Kunth[9][10][11]